# Rasa de Font Canaleta
La Rasa de Font Canaleta és un torrent afluent per la dreta del Barranc de Gangolells.
Neix a menys de mig km. al sud de la carretera LV-2003 a l'alçada del km. 4,5. De direcció predominant cap al sud, deixa a ponent les masies de Cal Piquet i Comarera i les de Burics i Sorribes a llevant. Desguassa al Barranc de Gangolells a poc més de 300 m. al nord-oest de Sant Just d'Ardèvol

## Termes municipals que travessa
La Rasa de Font Canaleta transcorre íntegrament pel terme municipal de Pinós (Solsonès)

## Xarxa hidrogràfica
La xarxa hidrogràfica de la Rasa de Font Canaleta està constituïda per 13 cursos fluvials que sumen una longitud total de 12.712 m.

### Distribució municipal
El conjunt de la xarxa hidrogràfica la Rasa de Font Canaleta transcorre pels següents termes municipals: